# Giovanni Battista Ramusio

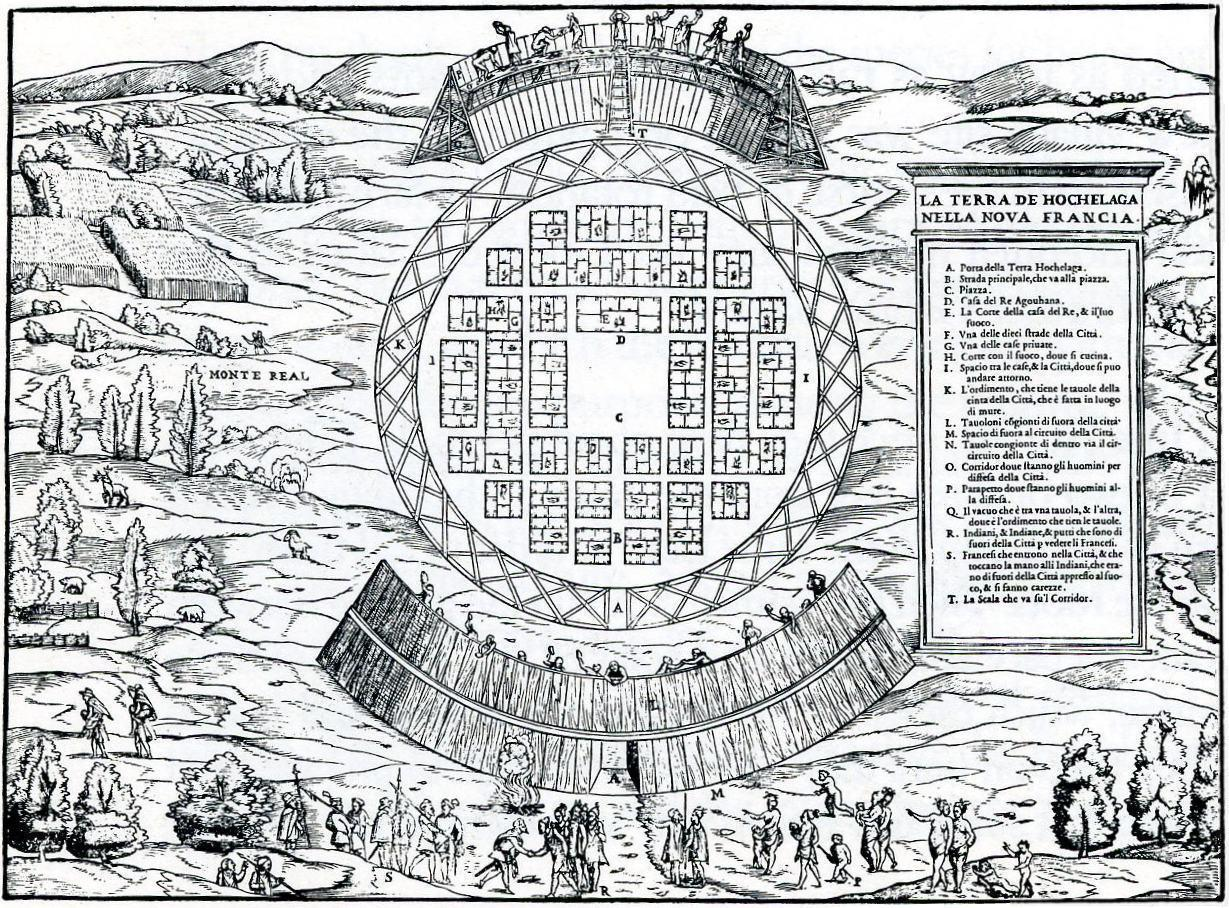
Mapa de la terra d'Hochelaga a Nova França. A l'esquerra hi ha el Mont Reial.
Dibuixat per Giacomo Gastaldi, il·lustració del llibre Delle Navigationi et Viaggi.

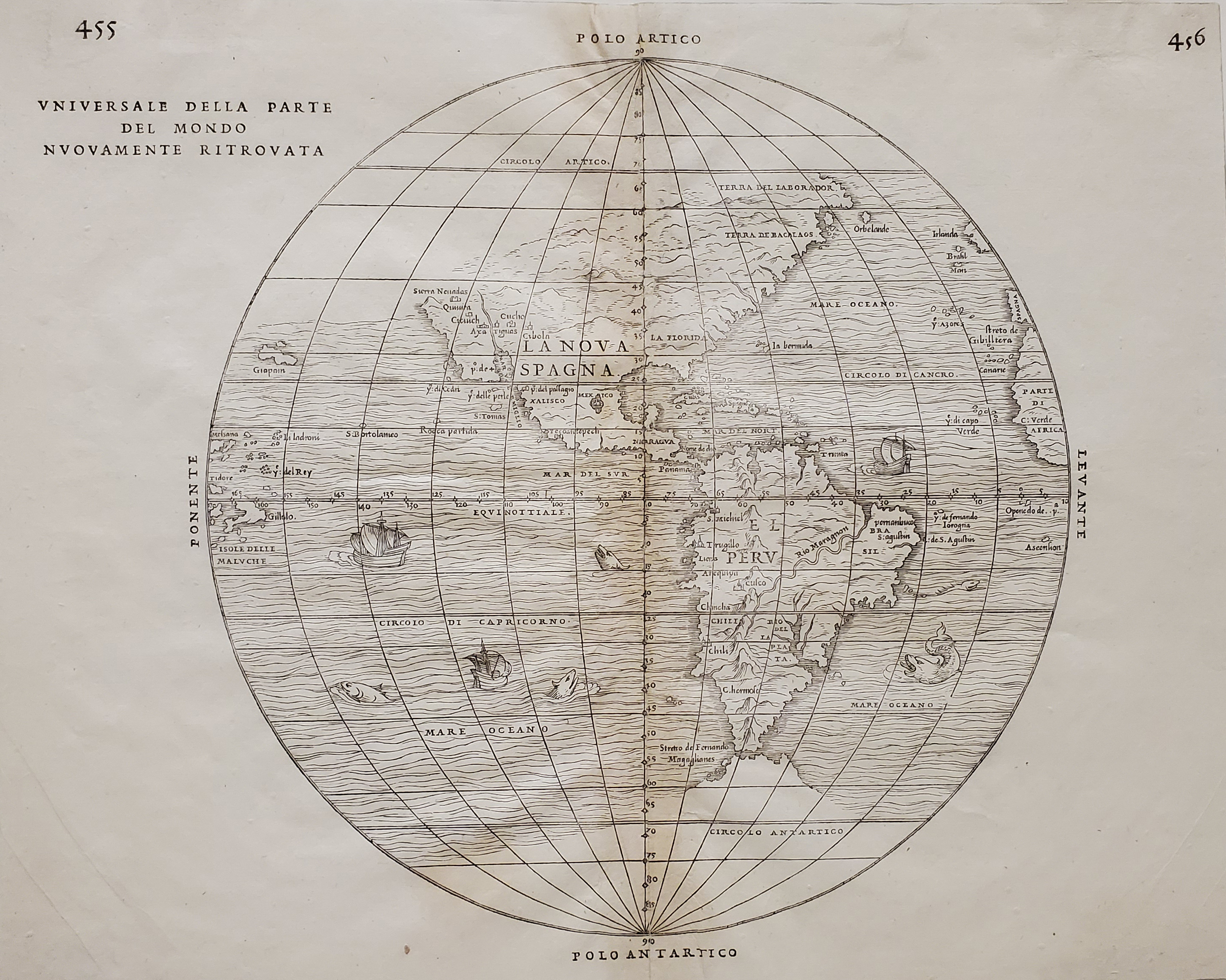
Universale della Part del Mondo Novamente Ritrovata (1556). Ramusio & Gastaldi

Giovanni Battista Ramusio (Treviso, 20 de juliol del 1485 – Pàdua, 10 de juliol del 1557) fou un diplomàtic, geògraf i humanista venecià, polític de la República de Venècia. És considerat l'autor del primer tractat geogràfic de l'era moderna.
Estava molt interessat en la història i la geografia i la seva posició li va garantir poder rebre notícies dels darrers descobriments d'exploradors d'arreu d'Europa, quan eren enviats de tornada a Venècia. Home erudit, parlava diverses llengües, va començar a compilar aquests documents i els va traduir. Va morir a Pàdua.

## Biografia
Fill de Paolo Ramusio de Treviso, magistrat de la República de Venècia, va ser deixeble del filòsof i humanista llombard Pietro Pomponazzi i va formar part de l'Acadèmia Aldina, col·laborant amb el seu fundador, el famós humanista i impressor Aldo Manuzio, per a qui va editar les edicions aldines de Quintilià (1514) i la Tercera Dècada de Tit Livi (1519). Va intercanviar una extensa correspondència amb personalitats eminents de la seva època, com ara l'erudit Pietro Bembo i el metge Girolamo Fracastoro.
El 1505 el jove Giovanni va ocupar un càrrec de secretari d'Aloisio Mocenigo, de la família patrícia Mocenigo, servint com a ambaixador de la República de Venècia a França. Aloisio Mocenigo, també anomenat de vegades com Alvise, fou confós amb els seus parents i duxs de Venècia de l'època posterior (Alvise I Mocenigo , Alvise II Mocenigo i Alvise Giovanni Mocenigo).
Aloisio, probablement amb l'ajuda del mateix Ramusio, va obtenir a França -i va portar a Venècia- un primer manuscrit desconegut fins aleshores de les Cartes de Plini el Jove.
Ramusio passaria la resta de la seva carrera al servei venecià. A partir del 1516, va ser secretari del Senat de Venècia i, a partir de 1553, va esdevenir un dels quatre secretaris del Consell dels Deu de la República de Venècia.
Administrador refinat, amb un profund coneixement de diverses llengües, va estar en contacte amb nombrosos ambaixadors de la Sereníssima a diverses corts europees. La seva estada a la del rei Lluís XII de França (1505-1507) és famosa, pel fet que es va interessar i informar molt sobre les exploracions franceses a l'Amèrica del Nord. En aquells anys, la República de Venècia frisava per conèixer la ruta marítima cap a Amèrica, que veia com una nova oportunitat per als seus comerciants, especialment després de l'avenç dels otomans a la Mediterrània, que dificultaven poder treballar en segons quines zones.
Gràcies a les seves amistats diplomàtiques, Giovanni Battista Ramusio aconseguí obtenir ràpidament el relat dels viatges de l'explorador bretó Jacques Cartier, enviat pel rei Francesc I al Canadà, llavors anomenat "Nova França". La seva gran habilitat per dibuixar mapes li va permetre, a partir de la descripció de Cartier, que Giacomo Gastaldi li reproduís el mapa de la "Terra d'Hochelaga" (Terra dels castors), que representa amb gran plausibilitat el territori de la colònia de Ville-Marie, l'actual Montreal.
El dux li va demanar mapes detallats de tots els nous ports comercials i li va encarregar un mapa geogràfic amb tots els ports de la Mediterrània pels apartaments del Palau Ducal de Venècia.
La seva obra més important, i a la qual es vincula la seva fama literària, és la monumental crònica Delle navigationi et viaggi, considerada el primer tractat geogràfic de l'edat moderna, publicat entre el 1550 i el 1606, que aplega més d'una cinquantena de memòries de viatges. i exploracions des de l'antiguitat clàssica fins al segle XVI dC, des de Marco Polo a Amerigo Vespucci, passant per les grans exploracions africanes. La publicació d'aquest tractat va patir diverses vicissituds atès que el primer volum es va imprimir el 1550, el tercer volum es va imprimir el 1556, i el segon volum, el manuscrit del qual havia estat destruït en un incendi, es va imprimir pòstumament el 1559, dos anys més tard de la mort de Ramusio.
La idea de compondre aquest tractat es remunta, sens dubte, al període en què Ramusio va tenir la tasca de posar-se en contacte amb el navegant Sebastià Cabot, fill de Joan Cabot, per convèncer-lo de posar-se al servei de la Sereníssima. Ramusio, tot i no haver viatjat personalment als països que descrivia, va aconseguir fer una descripció molt precisa i veraç dels mateixos perquè va mantenir contacte amb molts viatgers i exploradors i va poder consultar els seus informes de viatge. Amb la seva obra, va ser el precursor d'una vasta producció literària geogràfica, entre la qual, immediatament després d'ell, destaquen les obres de Richard Hakluyt.

## Obra
Encara que ell mateix va viatjar poc, Ramusio va publicar Navigationi et Viaggi ("Navegacions i viatges"), una col·lecció de relats de primera mà dels exploradors dels seus viatges. Aquesta va ser la primera obra d'aquest tipus. Inclou els relats de Marco Polo, Niccolò Da Conti, Magallanes, Alvar Nuñez Cabeza de Vaca i Giosafat Barbaro, així com les Descrittione dell' Africa. Pel que fa a la descripció de la Xina, conté la primera referència en la literatura europea al te.
Giovanni Battista Ramusio també va publicar un fragment de l'obra de Tomé Pires sobre les Índies, que havia arribat a les seves mans, tot i que no coneixia el nom de l'autor. El primer volum de Navigationi et Viaggi es va publicar el 1550, seguit ràpidament del tercer volum el 1556. La publicació del segon volum es va retardar perquè el manuscrit havia estat destruït en un incendi abans de ser enviat a l'impressor, i finalment es va publicar el 1559, dos anys després. la mort del seu compilador.
Navigationi et Viaggi va ser traduït a diversos idiomes i reimpresa diverses vegades, fet que indica la popularitat que va tenir al continent. Va obrir el camí per a una gran quantitat d'altres obres d'aquest tipus, incloses les de Richard Hakluyt .